# Palio Pyli

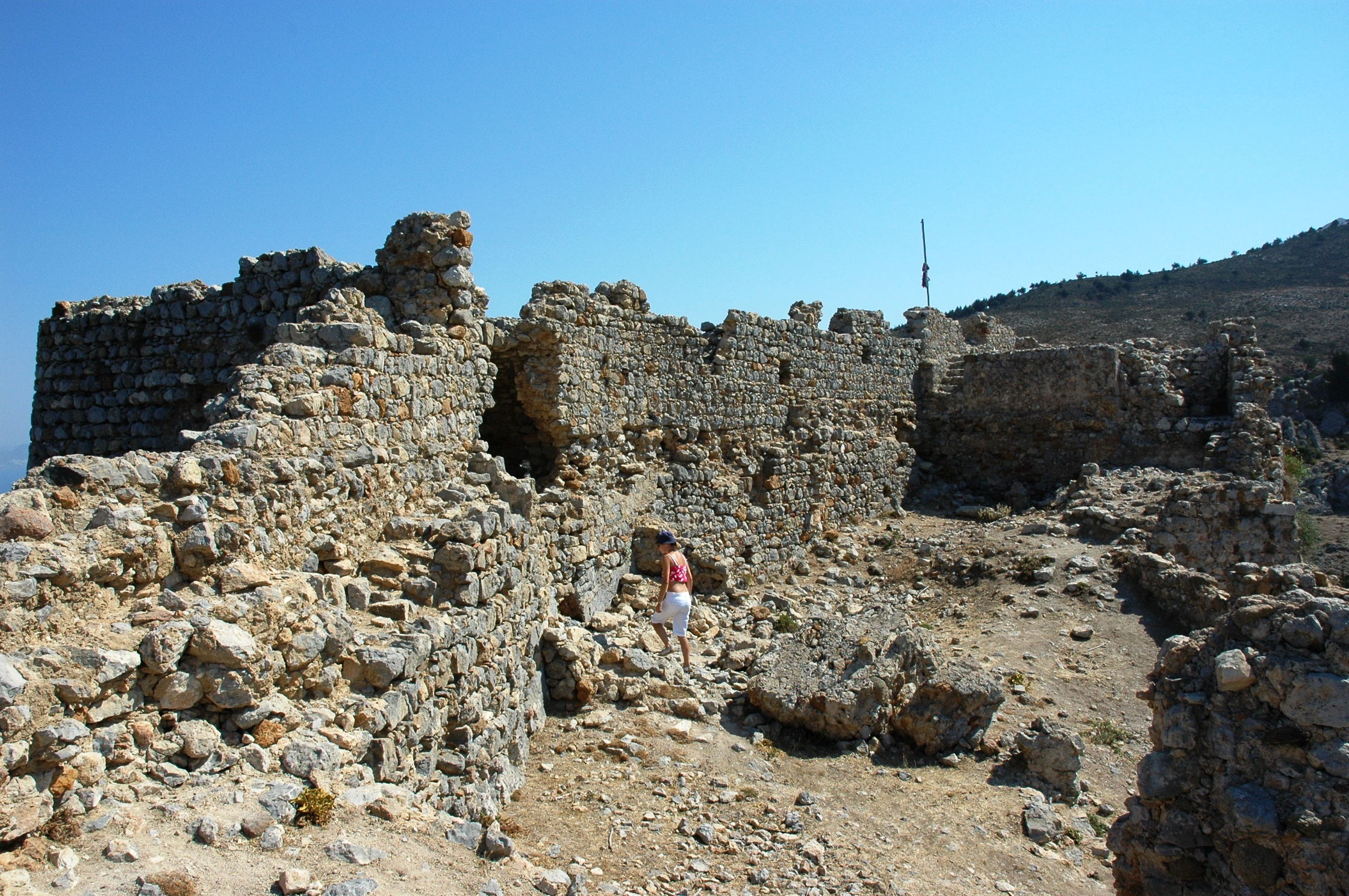
Burg von Paleo Pyli, Innenansicht

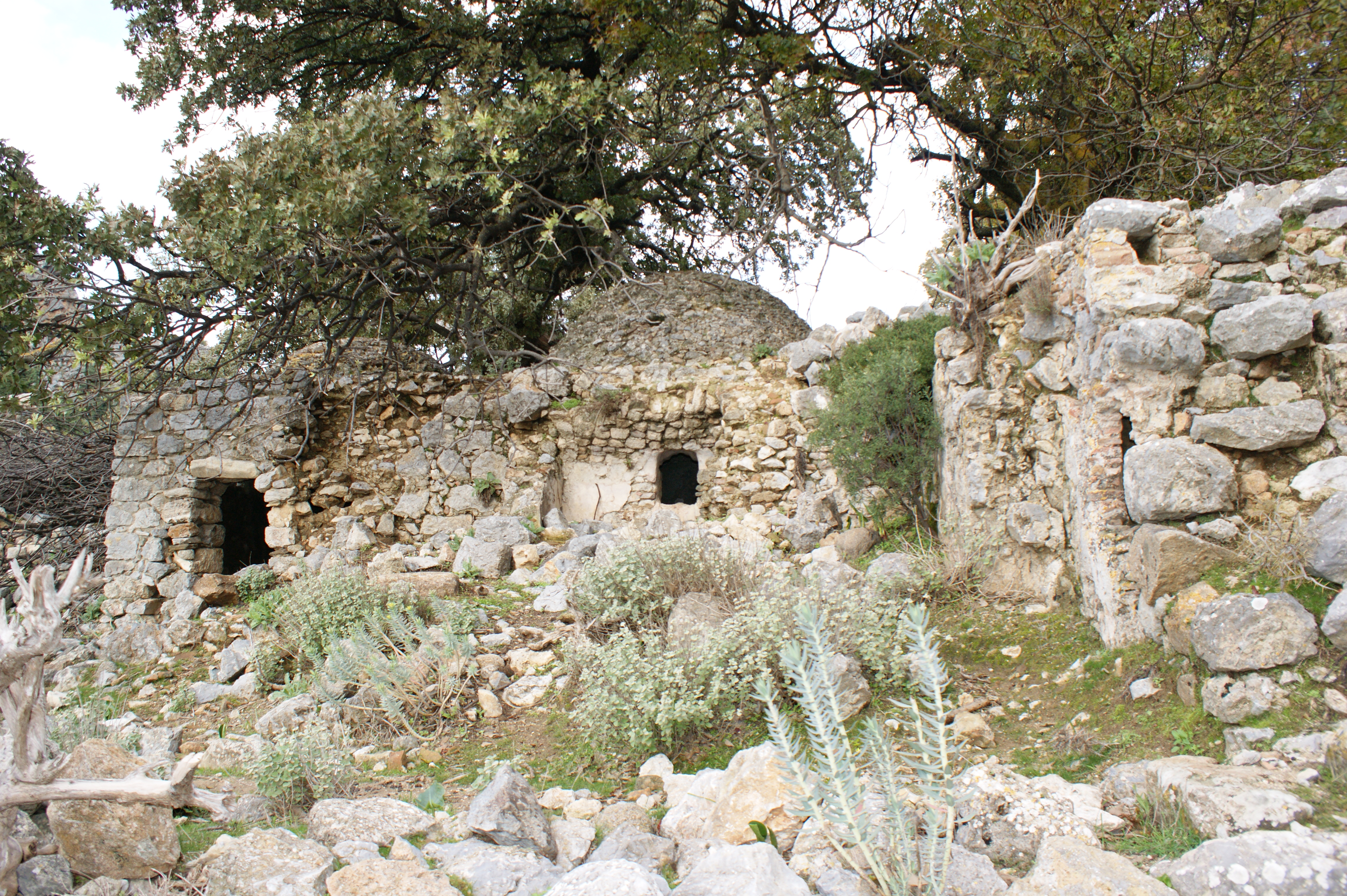
Crot von Palio Pyli

Palio Pyli (griechisch Παλιό Πύλι (n. sg.)) ist ein verlassenes Dorf mit Burg im Gemeindebezirk Dikeos auf der griechischen Dodekanes-Insel Kos. Die Ruinen liegen am Nordhang des Inselgebirges und bieten sehr gute Ausblicke auf die Orte Marmari (Kos), Tigaki, den Salzsee Alykes und das Meer.

## Geschichte
Die Burg wurde wohl im 11. Jahrhundert erbaut. Im 15. Jahrhundert zogen die Peleten in die Burg und gründeten unterhalb dieser das Dorf. Es war vom Meer aus nicht zu sehen und daher gut gegen Angriffe von Piraten geschützt.
Im Jahre 1830 wurden die Burg und das Dorf wegen einer Choleraepidemie verlassen und zog großteils nach Pyli (auch Neu-Pyli genannt).

## Anlage
Zwischen zum größten Teil zerfallenen Häusern sind zwei im 11. Jahrhundert erbaute Kirchen, Kirche Asómati Taxiárches Gavriíl ke Miachaíl und die Marienkirche Panagía ton Kastrianón, erhalten.